# Рашки правопис
Рашката писменост е западнобългарска регионална писмена норма на среднобългарския език, просъществувала в периода от началото на 13 век до втората половина на 14 век, след което е заменена от последвалата я ресавска ортография. 
Поради обстоятелството, че от първата половина и от средата на 13 век са запазени много малко български писмени паметници, пряко или косвено свързани с Търново или с търновския богослужебен правопис, то рашката писменост има изключително важно значение за изграждането на една ясна историческа представа за развоя на българския език в периода от края на 12 – до края на 13 век.  По тази причина, рашката писменост е единствения косвен, но сигурен източник за реставрация на царския търновски правопис от края на 12 век и началото на 13 век. 

## Фонетични присъщности и особености

### Среднобългарски особености и старобългарски влияния върху рашкия правопис
От мирославовото евангелие, като крайъгълен писмен паметник на сръбското езикознание, се извеждат главните особености на зетско-хумската редакция на старобългарското писмо, а те са:
1. употребата на  и  по изкуствени правила;
2. липсата на разлика между четенето на  и , т.е. употреба на Файл:Early Cyrillic letter Yu.png вместо File:Early Cyrillic letter Uku.png и обратното;
3. липсата на буквите  и  или употребата им по изкуствено правило;
4. едноеров правопис, т.е. само ;
5. употребата на  вместо  след ,  и ;
6. липсата на разлика между началното  и началното ;
7. смесването на  и  в чуждиците. [4]